# 尼泊尔地理

## 水系
尼泊爾境內河流多湍急，部分發源於中國西藏，向南注入印度恆河的各大支流。主要有三大水系，由東向西依次為戈西河、甘達基河（那拉雅尼河）及加格拉河（格爾納利河）；另外在東南端有一小塊地區屬於默哈嫩達河水系。
戈西河在尼泊爾境內又稱為「沙普塔戈西河」（Sapta Koshi，意指七條戈西河），導因於它在尼泊爾東部的喜馬拉雅山區有七條主要支流：印得拉瓦地河、遜科西河、塔馬科西河、里庫河、都得科西河、阿龍河及塔穆爾河。阿龍河發源於西藏境內，離尼泊爾北部邊界約150（100英里）。遜科西河的一條支流波特科西河也發源於西藏境內，延著連結加德滿都與拉薩的阿尼哥公路南流。
甘達基河在尼泊爾境內稱為「那拉雅尼河」，也稱為「沙普塔甘達基河」（Sapta Gandaki，意指七條甘達基河），因為它在尼泊爾中部的喜馬拉雅山區也有七條主要支流：卡里甘達基河、特里蘇里河，以及特里蘇里河的五條支流，包括塞蒂河、馬蒂河、馬沙陽蒂河、達勞蒂河及布利河。
加格拉河幹流上游在尼泊爾境內稱為「格爾納利河」（又譯卡拿里河），加格拉河的另一支流夏達河為尼泊爾與印度的西側邊界。